# Лай (Франция)
Лай (фр. Laye, окс. L'Aja) — коммуна во Франции, находится в регионе Прованс — Альпы — Лазурный Берег. Департамент коммуны — Верхние Альпы. Входит в состав кантона Сен-Бонне-ан-Шансор. Округ коммуны — Гап.
Код INSEE коммуны — 05072.

## Население
Население коммуны на 2008 год составляло 231 человек.
| 1962 | 1968 | 1975 | 1982 | 1990 | 1999 | 2008 |
| ---- | ---- | ---- | ---- | ---- | ---- | ---- |
| 125  | 155  | 137  | 163  | 192  | 212  | 231  |

## Экономика
В 2007 году среди 163 человек в трудоспособном возрасте (15—64 лет) 112 были экономически активными, 51 — неактивными (показатель активности — 68,7 %, в 1999 году было 77,3 %). Из 112 активных работали 107 человек (59 мужчин и 48 женщин), безработных было 5 (2 мужчин и 3 женщины). Среди 51 неактивных 19 человек были учениками или студентами, 25 — пенсионерами, 7 были неактивными по другим причинам.

## Фотогалерея
- Памятник бойцам Сопротивления
- Церковь